# 联机计算机图书馆中心
联机计算机图书馆中心（OCLC，全稱：Online Computer Library Center，或譯線上電腦圖書館中心、在线计算机图书馆中心）建立於1967年，最初名為俄亥俄學院圖書館中心（Ohio College Library Center），是一個非營利機構，其成員、電子圖書館服務和研究機構都致力於為公眾服務，促進全球資訊的取得的管道，並且降低取得資訊的成本。
在世界96個國家中，有超過53,500個圖書館使用OCLC的服務，以取得編目和借閱館藏資料。該組織的辦公室位於美國俄亥俄州都柏林。
OCLC屬於OCLC PICA的一部分，它是一個提供圖書館自動化系統和服務的公司，其總部在荷蘭的萊頓。

## OCLC的運作
研究人員，學生，學者，專業圖書館管理員和其他資訊搜尋者可以使用OCLC 服務以獲得書目、摘要和全文。OCLC和它的圖書館成員，共同合作生產並維持線上聯合目錄WorldCat的運作。WorldCat是世界上最大的公用目錄，包含全世界公共圖書館和私人圖書館的大量記錄。人們可以透過圖書館和大學的計算中心取得其服務。
開放的WorldCat計畫使得一些圖書館內的封閉資源能夠對網路使用者開放，將可以在一些熱門的網站上搜尋書目資料或書單並加以使用。OCLC成員的圖書目錄透過這樣的機制可以被更多人取得這些資訊。
公開的WorldCat記錄可以透過Google或者雅虎檢索來取得，只要有簡單的範圍檢索或是輸入網址 worldcat.org 就可以找到。
在2004年秋天，公眾的WorldCat的收錄擴及所有全部關於WorldCat的記錄訊息。在2005年10月，OCLC的技術人員開始允許讀者和圖書館管理員，像wiki一樣的機制來增加評論並且組織領域的資訊，包括任何和WorldCat有關的記錄。

## 外部連結
- OCLC官方網站 （页面存档备份，存于）